# 7817 Zibiturtle
7817 Zibiturtle este un asteroid din centura principală, descoperit pe 14 septembrie 1988, de Schelte Bus.